# Vietlübber See
Der Vietlübber See ist ein See auf dem Gemeindegebiet von Dragun im Landkreis Nordwestmecklenburg. Das Nordufer des Gewässers grenzt an das Gemeindegebiet Veelböken. Der namensgebende Ort Vietlübbe liegt etwa 500 Meter westlich des Sees.
Das Gewässer befindet sich im Nordwesten Mecklenburg-Vorpommerns etwa sechs Kilometer östlich von Gadebusch. Am Südufer liegt der Hauptort der Gemeinde Dragun. Der See, dessen Wasseroberfläche 53,9 m ü. NHN liegt, hat eine maximale Nord-Süd-Ausdehnung von 1,6 Kilometern und im Norden eine maximale Breite von 400 Metern. Im Süden erreicht der rinnenförmige See jedoch kaum 200 Meter Breite. Der See besitzt einen verrohrten Abfluss Richtung Streitmoor.
Das Seeufer ist meist im schmalen Saum bewaldet und im Nordteil sumpfig.  